# Byttneria macrantha
Byttneria macrantha är en malvaväxtart som beskrevs av Arenes. Byttneria macrantha ingår i släktet Byttneria och familjen malvaväxter. Inga underarter finns listade i Catalogue of Life.